# Northland Rugby Union
Il Northland Rugby Union è l'organo di governo del rugby a 15 nella regione neozelandese di Northland e nell'estremità settentrionale della regione di Auckland; la sua squadra compete nel campionato nazionale delle province, il National Provincial Championship, e la sede dei suoi incontri interni è Okara Park a Whangārei.
Relativamente giovane rispetto alle altre federazioni provinciali essendo nata nel 1920, fu istituita con il nome di North Auckland Rugby Football Union e cambiò il suo nome in quello attuale nel 1994.
Northland è tributaria della franchise di Super Rugby di Auckland, i Blues.

## Storia
Fino al 1920 l'area di Northland ricadeva sotto la giurisdizione della Auckland Rugby Football Union, e le prime partite di rugby di cui ivi si abbia traccia risalgono all'ottavo decennio del XIX secolo.
Nel 1920 nacque la federazione provinciale di North Auckland, formata da club della regione di Northland con fulcro a Whangarei e da quelli dell'estremità settentrionale della regione di Auckland.